# Marian Drăgulescu
Marian Drăgulescu (ur. 18 grudnia 1980 w Bukareszcie) – rumuński gimnastyk, trzykrotny medalista olimpijski, wielokrotny medalista mistrzostw świata oraz mistrzostw Europy.
Specjalizuje się w ćwiczeniach wolnych, oraz w skoku. Na mistrzostwach świata, Europy i na igrzyskach olimpijskich zdobył łącznie 24 medale, jednak nigdy nie sięgnął po olimpijskie złoto.
Na wielu najważniejszych zawodach rywalizował z Leszkiem Blanikiem.

## Przebieg kariery

### Czas dorastania
Jako młody chłopak Marian zaczął od treningów karate. Wydały mu się one jednak zbyt wymagające i przeniósł się na lekcje gimnastyki. Później na krótki czas odszedł trenować pływanie, by ostatecznie powrócić do gimnastyki sportowej.

### 1999 – 2003
Pierwszą wielką seniorską imprezą, w jakiej wziął udział były mistrzostwa świata w 1999 roku w Tiencinie, gdzie najlepszym wynikiem było czwarte miejsce w skoku. Rok później wziął udział w Igrzyskach Olimpijskich w Sydney, gdzie zajął 6. miejsce w ćwiczeniach wolnych i 13 w wieloboju.
Drăgulescu pierwszy znaczący sukces osiągnął w 2000 roku, kiedy na mistrzostwach Europy w Bremie zdobył brąz w wieloboju, srebro w rywalizacji drużynowej i złoto w ćwiczeniach wolnych. Od tego momentu rozpoczęła się znakomita passa, okraszona zdobyciem trzech tytułów mistrza świata na mistrzostwach w 2001 i 2002 roku.

### 2004
Rok 2004 rozpoczął się dla niego znakomicie: na mistrzostwach Europy w Lublanie zdobył aż 4 złote medale. Wygrać nie udało mu się jednak na igrzyskach olimpijskich, mimo że dwukrotnie był o krok od sukcesu. W ćwiczeniu wolnym uzyskał dokładnie taką samą notę, jak Kanadyjczyk Kyle Shewfelt, zajął jednak 2. miejsce. Blisko triumfu był również w skoku, uzyskując w pierwszej próbie notę bliską ideału: 9,9. Drugą zakończył upadkiem i ostatecznie zdobył tylko brązowy medal. Na trzecim miejscu podium stanął też wraz z kolegami w rywalizacji drużynowej.

### 2005-2007
Po igrzyskach Drăgulescu chciał zakończyć karierę. Ostatecznie zmienił decyzję i kontynuował karierę, zdobywając kolejne laury. Na mistrzostwach świata w Melbourne w 2005 roku wygrał skok, a rok później w Aarhus skok i ćwiczenia wolne, zdobywając tym samym swój 6 tytuł mistrza świata. Medale zdobywał również na mistrzostwach Europy. Rok 2007 był pierwszym od 2000, w którym nie stanął na podium ważnej imprezy. Powodem okazały się kontuzje, które uniemożliwiły mu właściwe przygotowanie do Igrzysk w Pekinie i udział w mistrzostwach świata.

### 2008-
Na pekińskich igrzyskach olimpijskich Drăgulescu wystartował w trzech konkurencjach. W drużynie zajął 7. miejsce. Na tym samym miejscu zakończył swój udział w ćwiczeniach wolnych. Następnie wygrał kwalifikacje w skoku i miał szansę na walkę o swój pierwszy złoty medal olimpijski. Powtórzyła się jednak sytuacja sprzed czterech lat. Rozpoczął świetnie, uzyskując notę 16,800, która była najlepszym wynikiem spośród wszystkich uzyskanych tego dnia w finale. Drugi skok, podobnie, jak w Atenach, zakończył upadkiem.
Niska nota 15,650 (średnia z dwóch skoków 16,225) spowodowała, że zajął dopiero czwarte miejsce.